# Consell de Sant Francesc
El Consell de Sant Francesc, conegut inicialment com a Consell dels Menestrals i després com el Consell del Poble, va ser una institució de deliberació i govern de la Germania de Mallorca, que va convertir-se en un paral·lel revolucionari del Gran i General Consell. Rep aquest nom perquè les reunions es feien en el Convent de Sant Francesc. Una de les primeres institucions agermanades en organitzar-se va ser aquest consell, que durà tot el període revolucionari. Se'n dugueren a terme dues eleccions i és probable que la distribució d'elets i de consellers seguís la mateixa proporció del Gran i General Consell, encara que sense respectar la divisió estamental.

## Evolució de l'organisme
El 9 de febrer de 1521 els oficis menestrals de la ciutat de Mallorca elegiren els seus elets. Sembla que el total d'elets va ser de trenta-vuit (algunes fonts parlen de vint-i-sis). Tot seguit cada ofici elaborà la seva bandera i el seu tabal. Però en sumar-se els forans l'organisme va esdevenir poc àgil degut al gran nombre de consellers. En els pobles, per diversos llibres d'actes conservats, es pot deduir que a les reunions dels consells municipals, a més dels elets locals, també hi assistia el poble. El Consell de Sant Francesc va ser l'impulsor del moviment i el que serví per conèixer la relació de forces en el si del moviment. Allà fou on s'aprovà la substitució de Joan Crespí i on s'aprovà la Santa Quitació. A la darrera etapa va ser el marc on funcionà la diarquia entre Joanot Colom i Pau Casesnoves i, després, el poder personal de Colom.

## Integrants del Consell
És confús aclarir quins eren els integrants d'aquest organisme de la Germania, perquè la documentació utilitza el terme conseller per referir-se tants als conseller del Consell de Sant Francesc, com als del Gran i General Consell o de les viles foranes. De bell començament havia d'estar format per dos representants de cada gremi menestral. El lloctinent Gurrea va fer tot el que va poder per tal que el moviment dels pagesos no confluís amb el dels menestrals i va prohibir les assemblees a les viles, però un cop destituït, el nou governador, Pere de Pacs, va permetre que a les viles s'elegissin dos elets per formar part d'aquest Consell. Els susdits elets havien de baixar a la ciutat sense acompanyament de gent armada. Per tant, el Consell hauria d'haver estat format per un centenar de membres, però a la pràctica va funcionar com una assemblea oberta.

## Elsconsellers d'en Colom
Uns altres consellers són coneguts com a consellers d'en Colom i es pot deduir que eren alhora consellers del Consell de Sant Francesc i assessors personals de Colom.
- Nicolau Truiol, argenter, compare d'en Colom, conseller, guarda i secretari seu.
- Jaume Galiana, notari, que quan en Colom volia fer res, anava a casa sua a pendre consell de ell perquè estava malalt.
- Antoni Lladó, barber-cirurgià, el barber d'en Colom i membre de la seva guarda personal, qualificat com a conseller del secret.[2]